# Lalita Pawar
Lalita Pawar (Yevla, 18 aprile 1916 – Pune, 24 febbraio 1998) è stata un'attrice indiana.

## Filmografia parziale
- Shree 420, regia di Raj Kapoor (1955)
- Mr. & Mrs. '55, regia di Guru Dutt (1955)
- Anari, regia di Hrishikesh Mukherjee (1959)
- Ramayan, regia di Ramanand Sagar (1987-1988) - TV

## Premi
- 1959: Filmfare Awards - "Best Supporting Actress" (Anari)
- 1961: Sangeet Natak Akademi Award - "Acting"